# Protandrena metanotalis
Protandrena metanotalis är en biart som beskrevs av Timberlake 1976. Protandrena metanotalis ingår i släktet Protandrena och familjen grävbin. Inga underarter finns listade i Catalogue of Life.